# Манычское сельское поселение (Сальский район)
Манычское сельское поселение — муниципальное образование в Сальском районе Ростовской области.
Административный центр поселения — посёлок Степной Курган.

## Состав сельского поселения
| № | Населённый пункт | Тип населённого пункта          | Население |
| - | ---------------- | ------------------------------- | --------- |
| 1 | Лужки            | посёлок                         | 159       |
| 2 | Новостепной      | посёлок                         | 171       |
| 3 | Новоярки         | посёлок                         | 159       |
| 4 | Степной Курган   | посёлок, административный центр | 1045      |
| 5 | Тальники         | посёлок                         | 304       |

## Население
| 2010  | 2012  | 2013  | 2014  | 2015  | 2016  | 2017  |
| ----- | ----- | ----- | ----- | ----- | ----- | ----- |
| 1838  | ↘1819 | ↘1783 | ↗1788 | ↘1783 | ↘1773 | ↘1745 |
| 2018  | 2019  | 2020  | 2021  |       |       |       |
| ↘1703 | ↘1690 | ↘1661 | ↘1651 |       |       |       |